# Schöningen
Schöningen – miasto w Niemczech, w kraju związkowym Dolna Saksonia, w powiecie Helmstedt.

## Współpraca
- Beni Hassen, Tunezja
- Oschersleben (Bode), Saksonia-Anhalt
- Outokumpu, Finlandia
- Золочів (Złoczów), Ukraina